# Satellite Launch Vehicle
Il Satellite Launch Vehicle  o SLV era un razzo vettore sviluppato dall'India durante gli anni settanta. Si trattava di un razzo a quattro stadi, tutti alimentati da propellente solido. Il SLV aveva una lunghezza totale di 12 metri, un diametro di 1 metro e un peso al lancio di 17 tonnellate; poteva mettere in orbita un carico di 40 kg. Il Satellite Launch Vehicle fu lanciato per la prima volta nel 1979. Il primo lancio orbitale effettuato con successo mediante questo razzo ebbe luogo il 18 luglio 1980, con la messa in orbita del satellite Rohini 1B. L'ultimo lancio del SLV venne effettuato nel 1983.